# 齊木楠雄的災難 (動畫)
《齊木楠雄的災難》（日语：斉木楠雄のΨ難），是改編自日本漫画家麻生周一同名漫畫，由動畫公司EGG FIRM與J.C.STAFF製作的電視動畫作品。
於2016年5月9日宣布製作電視動畫，於2016年7月至12月播放第一季（全24集）；2018年1月至6月播放第二季（全24集）；2018年12月28日播放「完結篇」（全2集），是年末特別節目；2019年12月30日播放「再啟動篇」（全6集），由Netflix進行全世界獨佔播放。

## 製作人員
- 原作：麻生周一
- 導演：櫻井弘明
- 劇本統籌：橫手美智子
- 人物設計：音地正行（日语：音地正行）
- 美術監督：明石聖子
- 色彩設計：舩橋美香
- 攝影監督：福世晉吾→黑澤豐
- 編集：後藤正浩
- 音響監督：明田川仁
- 音樂：齊木俱樂部會員（PSYCHIC LOVER、大石憲一郎）[1]
- 音樂製作人：穴井健太郎、大隈啓良
- 動畫製作人：川上龍太郎、藤代敦士
- 動畫製作：EGG FIRM×J.C.STAFF
- 企劃製作：小學館集英社製作
- 製作：PK學園（第1季）、PK學園2（第2季）、PK學園F（完結篇）、PK學園R（Ψ啟動篇）

## 音樂
片頭曲
- （第1χ～第12χ）

作詞、作曲：金子麻友美，編曲：佐藤清喜，主唱：花江夏樹
- （第13χ～第24χ）

作詞、作曲、編曲：淺野尚志，主唱：電波組.inc
- [2]（第25χ～第36χ）

作詞：只野菜摘，作曲、編曲：齊木俱樂部會員，主唱：齊木俱樂部會員 feat. 齊木楠雄（神谷浩史）、燃堂力（小野大輔）、海藤瞬（島崎信長）
- （第37χ～第50χ）

作詞、作曲：原田茂幸，編曲：原田茂幸、白石元久，主唱：Shiggy Jr.
片尾曲
- （第1χ～12χ）

作詞：只野菜摘，作曲、編曲：Tom-H@ck，主唱：電波組.inc
- （第13χ～第24χ）

作詞、作曲：金子麻友美，編曲：佐藤清喜，主唱：花江夏樹
- 「！」[3]（第25χ～第36χ）

作詞：NOBE，作曲、編曲：淺野尚志，主唱：電波組.inc
- （第37χ～第50χ）

作詞：只野菜摘，作曲、編曲：齊木俱樂部會員，主唱：齊木俱樂部會員 feat. 齊木楠雄（神谷浩史）、照橋心美（茅野愛衣）、相ト命（喜多村英梨）
插曲
- （中文：Judgement Knights of Thunder～傳說的勇者）

作詞：，補充作詞：，作曲、編曲：，主唱：PSYCHIC LOVER
- （中文：天使的眨眼）（第18χ）

作詞：麻生周一，補充作詞：金子麻友美，作曲、編曲：大石憲一郎，主唱：照橋心美（茅野愛衣）
- （中文：血色之月）（第18χ）

作詞：麻生周一，補充作詞：金子麻友美，作曲、編曲：YOFFY，主唱：海藤瞬（島崎信長）
- （第27χ）

作詞：麻生周一，作曲、編曲：齊木ックラバー
- （第48χ）

作曲、編曲：大石憲一郎

## 劇集列表
| 話數       | 話數    | 標題                                 | 標題                                    | 製作團隊                          | 製作團隊                          | 製作團隊                                              | 製作團隊                                                     | 製作團隊                    | 原作 話數                          |
| 話數       | 話數    | 日文                                 | 中文                                    | 劇本                              | 分鏡                              | 演出                                                  | 作畫監督                                                     | 總作畫監督                  | 原作 話數                          |
| 第一季     | 第一季  | 第一季                               | 第一季                                  | 第一季                            | 第一季                            | 第一季                                                | 第一季                                                       | 第一季                      | 第一季                             |
| ---------- | ------- | ------------------------------------ | --------------------------------------- | --------------------------------- | --------------------------------- | ----------------------------------------------------- | ------------------------------------------------------------ | --------------------------- | ---------------------------------- |
| 第1χ       | 第1話   |                                      | 超能力者的災難（前篇）                  | 橫手美智子                        | 櫻井弘明                          | 則座誠                                                | 野田康行 大澤美奈 中山由美                                   | 音地正行                    | 第1χ                               |
| 第1χ       | 第2話   |                                      | 超能力者的災難（後篇）                  | 橫手美智子                        | 櫻井弘明                          | 則座誠                                                | 野田康行 大澤美奈 中山由美                                   | 音地正行                    | 第1χ                               |
| 第1χ       | 第3話   |                                      | 最壞災厄!? 燃堂力                       | 橫手美智子                        | 櫻井弘明                          | 則座誠                                                | 野田康行 大澤美奈 中山由美                                   | 音地正行                    | 第2χ                               |
| 第1χ       | 第4話   |                                      | 漆黑之翼與海藤瞬                        | 橫手美智子                        | 櫻井弘明                          | 則座誠                                                | 野田康行 大澤美奈 中山由美                                   | 音地正行                    | 第3χ                               |
| 第1χ       | 第5話   |                                      | 才色兼備！照橋心美                      | 橫手美智子                        | 櫻井弘明                          | 則座誠                                                | 野田康行 大澤美奈 中山由美                                   | 音地正行                    | 第13χ                              |
| 第2χ       | 第6話   |                                      | 熱血！躲避球（前篇）                    | 橫手美智子                        | 櫻井弘明 高田耕一                 | 富永恒雄                                              | 福世孝明                                                     | 野田康行                    | 第6χ                               |
| 第2χ       | 第7話   |                                      | 熱血！躲避球（後篇）                    | 橫手美智子                        | 櫻井弘明 高田耕一                 | 富永恒雄                                              | 福世孝明                                                     | 野田康行                    | 第7χ                               |
| 第2χ       | 第8話   |                                      | 傳遞到吧！戀愛的暗號                    | 橫手美智子                        | 櫻井弘明 高田耕一                 | 富永恒雄                                              | 福世孝明                                                     | 野田康行                    | 第5χ                               |
| 第2χ       | 第9話   |                                      | 齊木家改建!? 戲劇性大改造!!             | 橫手美智子                        | 櫻井弘明 高田耕一                 | 富永恒雄                                              | 福世孝明                                                     | 野田康行                    | 第9χ                               |
| 第2χ       | 第10話  |                                      | 欺詐吧！精神控制術                      | 橫手美智子                        | 櫻井弘明 高田耕一                 | 富永恒雄                                              | 福世孝明                                                     | 野田康行                    | 第10χ                              |
| 第3χ       | 第11話  |                                      | 天才魔術師!? 蝶野雨綠                   | 杉原研二                          | 赤城博昭                          | 相浦和也                                              | 北原章雄 清水勝祐 古賀誠 服部一郎                            | 音地正行                    | 第0卷                              |
| 第3χ       | 第12話  |                                      | 在電視中再會！蝶野雨綠                  | 杉原研二                          | 赤城博昭                          | 相浦和也                                              | 北原章雄 清水勝祐 古賀誠 服部一郎                            | 音地正行                    | 第14χ                              |
| 第3χ       | 第13話  |                                      | 超級可疑！Dark Reunion                  | 杉原研二                          | 赤城博昭                          | 相浦和也                                              | 北原章雄 清水勝祐 古賀誠 服部一郎                            | 音地正行                    | 第11χ                              |
| 第3χ       | 第14話  |                                      | 海灘 夏日物語                           | 杉原研二                          | 赤城博昭                          | 相浦和也                                              | 北原章雄 清水勝祐 古賀誠 服部一郎                            | 音地正行                    | 第12χ                              |
| 第3χ       | 第15話  |                                      | 學校再開！燃堂的憂鬱                    | 杉原研二                          | 赤城博昭                          | 相浦和也                                              | 北原章雄 清水勝祐 古賀誠 服部一郎                            | 音地正行                    | 第16χ                              |
| 第4χ       | 第16話  |                                      | 請您收我為弟子                          | 橫谷昌宏                          | 鈴木洋平                          | 則座誠                                                | 中島美子 川島明子 日高真由美                                 | 野田康行                    | 第17χ                              |
| 第4χ       | 第17話  |                                      | 隔壁班級的靈能力者                      | 橫谷昌宏                          | 鈴木洋平                          | 則座誠                                                | 中島美子 川島明子 日高真由美                                 | 野田康行                    | 第18χ                              |
| 第4χ       | 第18話  |                                      | 灰呂杵志尋找木材之旅                    | 橫谷昌宏                          | 鈴木洋平                          | 則座誠                                                | 中島美子 川島明子 日高真由美                                 | 野田康行                    | 第19χ                              |
| 第4χ       | 第19話  |                                      | 留下看家的災難                          | 橫谷昌宏                          | 鈴木洋平                          | 則座誠                                                | 中島美子 川島明子 日高真由美                                 | 野田康行                    | 第15χ                              |
| 第4χ       | 第20話  |                                      | 交往了三個月的危機                      | 橫谷昌宏                          | 鈴木洋平                          | 則座誠                                                | 中島美子 川島明子 日高真由美                                 | 野田康行                    | 第21χ                              |
| 第5χ       | 第21話  |                                      | 穿上無敵的迷彩服逃命吧！                | 橫手美智子                        | 櫻井弘明 則座誠 鈴木洋平 梶井瀨賀 | 鈴木輪流郎                                            | 山口光紀 南伸一郎                                            | 音地正行 大澤美奈           | 第20χ                              |
| 第5χ       | 第22話  |                                      | 燃燒吧！PK學園體育祭（前篇）            | 橫手美智子                        | 櫻井弘明 則座誠 鈴木洋平 梶井瀨賀 | 鈴木輪流郎                                            | 山口光紀 南伸一郎                                            | 音地正行 大澤美奈           | 第22χ                              |
| 第5χ       | 第23話  |                                      | 燃燒吧！PK學園體育祭（中篇）            | 橫手美智子                        | 櫻井弘明 則座誠 鈴木洋平 梶井瀨賀 | 鈴木輪流郎                                            | 山口光紀 南伸一郎                                            | 音地正行 大澤美奈           | 第23χ                              |
| 第5χ       | 第24話  |                                      | 燃燒吧！PK學園體育祭（後篇）            | 橫手美智子                        | 櫻井弘明 則座誠 鈴木洋平 梶井瀨賀 | 鈴木輪流郎                                            | 山口光紀 南伸一郎                                            | 音地正行 大澤美奈           | 第24χ 第25χ                        |
| 第5χ       | 第25話  |                                      | 別燃燒啊！防災訓練!!                    | 橫手美智子                        | 櫻井弘明 則座誠 鈴木洋平 梶井瀨賀 | 鈴木輪流郎                                            | 山口光紀 南伸一郎                                            | 音地正行 大澤美奈           | 第26χ                              |
| 第6χ       | 第26話  |                                      | 魅惑的高級咖啡果凍                      | 杉原研二                          | 高田耕一 奧野浩行                 | 富永恒雄                                              | 福世孝明 松本文男                                            | 野田康行                    | 第27χ                              |
| 第6χ       | 第27話  |                                      | 為了不遇到災難就只好…                   | 杉原研二                          | 高田耕一 奧野浩行                 | 富永恒雄                                              | 福世孝明 松本文男                                            | 野田康行                    | 第28χ                              |
| 第6χ       | 第28話  |                                      | 照橋同學的最大試煉                      | 杉原研二                          | 高田耕一 奧野浩行                 | 富永恒雄                                              | 福世孝明 松本文男                                            | 野田康行                    | 第29χ                              |
| 第6χ       | 第29話  |                                      | 靈能力者 鳥束零太的災難                 | 杉原研二                          | 高田耕一 奧野浩行                 | 富永恒雄                                              | 福世孝明 松本文男                                            | 野田康行                    | 第30χ                              |
| 第6χ       | 第30話  |                                      | 快點關掉它！毀滅開關                    | 杉原研二                          | 高田耕一 奧野浩行                 | 富永恒雄                                              | 福世孝明 松本文男                                            | 野田康行                    | 第31χ                              |
| 第7χ       | 第31話  |                                      | 小小國王君臨                            | 橫谷昌宏                          | 赤城博昭 梶井瀨賀                 | 笠井賢一                                              | 佐藤敏明 大澤美奈 永山惠 中山由美                            | 音地正行                    | 第36χ                              |
| 第7χ       | 第32話  |                                      | 鬧起來吧！聖誕前夜                      | 橫谷昌宏                          | 赤城博昭 梶井瀨賀                 | 笠井賢一                                              | 佐藤敏明 大澤美奈 永山惠 中山由美                            | 音地正行                    | 第33χ                              |
| 第7χ       | 第33話  |                                      | 煩人的正月（前篇）                      | 橫谷昌宏                          | 赤城博昭 梶井瀨賀                 | 笠井賢一                                              | 佐藤敏明 大澤美奈 永山惠 中山由美                            | 音地正行                    | 第34χ 第35χ                        |
| 第7χ       | 第34話  |                                      | 煩人的正月（中篇）                      | 橫谷昌宏                          | 赤城博昭 梶井瀨賀                 | 笠井賢一                                              | 佐藤敏明 大澤美奈 永山惠 中山由美                            | 音地正行                    | 第34χ 第35χ                        |
| 第7χ       | 第35話  |                                      | 煩人的正月（後篇）                      | 橫谷昌宏                          | 赤城博昭 梶井瀨賀                 | 笠井賢一                                              | 佐藤敏明 大澤美奈 永山惠 中山由美                            | 音地正行                    | 第34χ 第35χ                        |
| 第8χ       | 第36話  |                                      | 恐怖！松崎老師                          | 金杉弘子                          | 名村英敏                          | 鈴木拓磨                                              | 山崎輝彥 服部一郎 山崎愛 西村彩                              | 野田康行                    | 第37χ                              |
| 第8χ       | 第37話  |                                      | 巧克力盛典                              | 金杉弘子                          | 名村英敏                          | 鈴木拓磨                                              | 山崎輝彥 服部一郎 山崎愛 西村彩                              | 野田康行                    | 第38χ                              |
| 第8χ       | 第38話  |                                      | 世上最惡!? 燃堂爸爸                     | 金杉弘子                          | 名村英敏                          | 鈴木拓磨                                              | 山崎輝彥 服部一郎 山崎愛 西村彩                              | 野田康行                    | 第39χ                              |
| 第8χ       | 第39話  |                                      | 毫無疑心！齊木久留美                    | 金杉弘子                          | 名村英敏                          | 鈴木拓磨                                              | 山崎輝彥 服部一郎 山崎愛 西村彩                              | 野田康行                    | 第40χ                              |
| 第8χ       | 第40話  |                                      | 心靈感應消音器                          | 金杉弘子                          | 名村英敏                          | 鈴木拓磨                                              | 山崎輝彥 服部一郎 山崎愛 西村彩                              | 野田康行                    | 第41χ                              |
| 第9χ       | 第41話  |                                      | 超級巨星登場                            | 橫手美智子                        | 岡村英樹                          | 則座誠                                                | 中島美子 川島明子 日高真由美                                 | 音地正行                    | 第43χ                              |
| 第9χ       | 第42話  |                                      | 動起來！混亂的期末考試                  | 橫手美智子                        | 岡村英樹                          | 則座誠                                                | 中島美子 川島明子 日高真由美                                 | 音地正行                    | 第42χ                              |
| 第9χ       | 第43話  |                                      | 這次一定要再會！蝶野雨綠 （前篇）       | 橫手美智子                        | 岡村英樹                          | 則座誠                                                | 中島美子 川島明子 日高真由美                                 | 音地正行                    | 第45χ                              |
| 第9χ       | 第44話  |                                      | 這次一定要再會！蝶野雨綠 （後篇）       | 橫手美智子                        | 岡村英樹                          | 則座誠                                                | 中島美子 川島明子 日高真由美                                 | 音地正行                    | 第46χ                              |
| 第9χ       | 第45話  |                                      | 目良同學的錢包小故事                    | 橫手美智子                        | 岡村英樹                          | 則座誠                                                | 中島美子 川島明子 日高真由美                                 | 音地正行                    | 第47χ                              |
| 第10χ      | 第46話  |                                      | 最燃！體育測試                          | 杉原研二                          | 篁蒼氓                            | 富永恆雄                                              | 福世孝明 松本文男                                            | 野田康行                    | 第48χ                              |
| 第10χ      | 第47話  |                                      | 小小的戀愛物語                          | 杉原研二                          | 篁蒼氓                            | 富永恆雄                                              | 福世孝明 松本文男                                            | 野田康行                    | 第49χ                              |
| 第10χ      | 第48話  |                                      | 新款垃圾遊戲！奧爾法納斯故事            | 杉原研二                          | 篁蒼氓                            | 富永恆雄                                              | 福世孝明 松本文男                                            | 野田康行                    | 第50χ                              |
| 第10χ      | 第49話  |                                      | 歡迎你回來！真魔（媽媽）                | 杉原研二                          | 篁蒼氓                            | 富永恆雄                                              | 福世孝明 松本文男                                            | 野田康行                    | 第51χ                              |
| 第10χ      | 第50話  |                                      | 最適合告白的!? 招魂之術                 | 杉原研二                          | 篁蒼氓                            | 富永恆雄                                              | 福世孝明 松本文男                                            | 野田康行                    | 第52χ                              |
| 第11χ      | 第51話  |                                      | 起飛吧！改造人汽水超人2號               | 橫谷昌宏                          | 則座誠                            | 宮田亮                                                | 南伸一郎 飯飼一幸 鈴木輪流郎 富岡哲也 鍾文山 川島明子        | 音地正行 中山由美           | 第53χ                              |
| 第11χ      | 第52話  |                                      | 超大型一流企業!? 父親的工作             | 橫谷昌宏                          | 則座誠                            | 宮田亮                                                | 南伸一郎 飯飼一幸 鈴木輪流郎 富岡哲也 鍾文山 川島明子        | 音地正行 中山由美           | 第62χ                              |
| 第11χ      | 第53話  |                                      | 改造人汽水超人2號VS怪人檸檬水           | 橫谷昌宏                          | 則座誠                            | 宮田亮                                                | 南伸一郎 飯飼一幸 鈴木輪流郎 富岡哲也 鍾文山 川島明子        | 音地正行 中山由美           | 第63χ                              |
| 第11χ      | 第54話  |                                      | 齊木楠雄的祭典日                        | 橫谷昌宏                          | 則座誠                            | 宮田亮                                                | 南伸一郎 飯飼一幸 鈴木輪流郎 富岡哲也 鍾文山 川島明子        | 音地正行 中山由美           | 第64χ                              |
| 第11χ      | 第55話  |                                      | 齊木楠雄的♀（女）難                     | 橫谷昌宏                          | 則座誠                            | 宮田亮                                                | 南伸一郎 飯飼一幸 鈴木輪流郎 富岡哲也 鍾文山 川島明子        | 音地正行 中山由美           | 第54χ                              |
| 第12χ      | 第56話  |                                      | 到底誰能勝出!? 命運的小組抽籤           | 金杉弘子                          | 名村英敏                          | 相浦和也                                              | 北原章雄 八木元喜 伏見裕美 服部憲二 服部一郎                 | 野田康行                    | 第55χ 第56χ                        |
| 第12χ      | 第57話  |                                      | 旅途必有的阻擋                          | 金杉弘子                          | 名村英敏                          | 相浦和也                                              | 北原章雄 八木元喜 伏見裕美 服部憲二 服部一郎                 | 野田康行                    | 第55χ 第56χ                        |
| 第12χ      | 第58話  |                                      | 載著超能力者的客機GO！                  | 金杉弘子                          | 名村英敏                          | 相浦和也                                              | 北原章雄 八木元喜 伏見裕美 服部憲二 服部一郎                 | 野田康行                    | 第55χ 第56χ                        |
| 第12χ      | 第59話  |                                      | 抱歉打擾一下！沖繩修學旅行              | 金杉弘子                          | 名村英敏                          | 相浦和也                                              | 北原章雄 八木元喜 伏見裕美 服部憲二 服部一郎                 | 野田康行                    | 第57χ                              |
| 第12χ      | 第60話  |                                      | 你好！沖繩修學旅行                      | 金杉弘子                          | 名村英敏                          | 相浦和也                                              | 北原章雄 八木元喜 伏見裕美 服部憲二 服部一郎                 | 野田康行                    | 第58χ                              |
| 第13χ      | 第61話  |                                      | 抱歉！沖繩修學旅行                      | 金杉弘子                          | 赤城博昭 櫻井弘明 山川吉樹        | 高田耕一                                              | 中山由美 林央剛 岡野幸男                                     | 音地正行                    | 第59χ 第60χ 第61χ                  |
| 第13χ      | 第62話  |                                      | 最糟糕的夜晚遭遇in沖繩                  | 金杉弘子                          | 赤城博昭 櫻井弘明 山川吉樹        | 高田耕一                                              | 中山由美 林央剛 岡野幸男                                     | 音地正行                    | 第59χ 第60χ 第61χ                  |
| 第13χ      | 第63話  |                                      | 呀吼！沖繩修學旅行                      | 金杉弘子                          | 赤城博昭 櫻井弘明 山川吉樹        | 高田耕一                                              | 中山由美 林央剛 岡野幸男                                     | 音地正行                    | 第59χ 第60χ 第61χ                  |
| 第13χ      | 第64話  |                                      | 明天見！沖繩修學旅行                    | 金杉弘子                          | 赤城博昭 櫻井弘明 山川吉樹        | 高田耕一                                              | 中山由美 林央剛 岡野幸男                                     | 音地正行                    | 第59χ 第60χ 第61χ                  |
| 第13χ      | 第65話  |                                      | 再一次再見！沖繩修學旅行                | 金杉弘子                          | 赤城博昭 櫻井弘明 山川吉樹        | 高田耕一                                              | 中山由美 林央剛 岡野幸男                                     | 音地正行                    | 第59χ 第60χ 第61χ                  |
| 第14χ      | 第66話  |                                      | 夜露死苦!! 特殊分子                     | 橫手美智子                        | 高田耕一 山崎隆 櫻井弘明          | 富永恒夫                                              | 福世孝明 松本文男                                            | 野田康行                    | 第65χ                              |
| 第14χ      | 第67話  |                                      | 轉校生 ～最初的邂逅～                   | 橫手美智子                        | 高田耕一 山崎隆 櫻井弘明          | 富永恒夫                                              | 福世孝明 松本文男                                            | 野田康行                    | 第67χ                              |
| 第14χ      | 第68話  |                                      | 集合！燃堂一家                          | 橫手美智子                        | 高田耕一 山崎隆 櫻井弘明          | 富永恒夫                                              | 福世孝明 松本文男                                            | 野田康行                    | 第68χ                              |
| 第14χ      | 第69話  |                                      | 經營重啟！純咖啡店魔美                  | 橫手美智子                        | 高田耕一 山崎隆 櫻井弘明          | 富永恒夫                                              | 福世孝明 松本文男                                            | 野田康行                    | 第69χ                              |
| 第14χ      | 第70話  |                                      | 有罪無罪!? 偷竊事件                     | 橫手美智子                        | 高田耕一 山崎隆 櫻井弘明          | 富永恒夫                                              | 福世孝明 松本文男                                            | 野田康行                    | 第78χ                              |
| 第15χ      | 第71話  |                                      | 要不要採用呢!? 班級節目研討會           | 杉原研二                          | 則座誠 高田耕一 山崎隆            | 則座誠                                                | 中島美子 川島明子 古池敏也 兼子秀敬                          | 中山由美 谷川亮介 野田康行  | 第70χ                              |
| 第15χ      | 第72話  |                                      | 高歌吧！REITA演唱會！                   | 杉原研二                          | 則座誠 高田耕一 山崎隆            | 則座誠                                                | 中島美子 川島明子 古池敏也 兼子秀敬                          | 中山由美 谷川亮介 野田康行  | 第71χ                              |
| 第15χ      | 第73話  |                                      | 動起來！PK學園文化祭（前篇）            | 杉原研二                          | 則座誠 高田耕一 山崎隆            | 則座誠                                                | 中島美子 川島明子 古池敏也 兼子秀敬                          | 中山由美 谷川亮介 野田康行  | 第72χ                              |
| 第15χ      | 第74話  |                                      | 動起來！PK學園文化祭（後篇）            | 杉原研二                          | 則座誠 高田耕一 山崎隆            | 則座誠                                                | 中島美子 川島明子 古池敏也 兼子秀敬                          | 中山由美 谷川亮介 野田康行  | 第73χ                              |
| 第15χ      | 第75話  |                                      | 去參加文化祭的慶功宴咯                  | 杉原研二                          | 則座誠 高田耕一 山崎隆            | 則座誠                                                | 中島美子 川島明子 古池敏也 兼子秀敬                          | 中山由美 谷川亮介 野田康行  | 第74χ                              |
| 第16χ      | 第76話  |                                      | 最強美少女VS絕對不會心動的男人 （前篇） | 橫谷昌宏                          | 大久保政雄 山川吉樹               | 飯村正之                                              | 西村彩 服部一郎 金正男 安西俊之                              | 音地正行                    | 第76χ                              |
| 第16χ      | 第77話  |                                      | 最強美少女VS絕對不會心動的男人 （後篇） | 橫谷昌宏                          | 大久保政雄 山川吉樹               | 飯村正之                                              | 西村彩 服部一郎 金正男 安西俊之                              | 音地正行                    | 第77χ                              |
| 第16χ      | 第78話  |                                      | 超能力·聖誕老人                         | 橫谷昌宏                          | 大久保政雄 山川吉樹               | 飯村正之                                              | 西村彩 服部一郎 金正男 安西俊之                              | 音地正行                    | 第81χ                              |
| 第16χ      | 第79話  |                                      | 去買新家電！                            | 橫谷昌宏                          | 大久保政雄 山川吉樹               | 飯村正之                                              | 西村彩 服部一郎 金正男 安西俊之                              | 音地正行                    | 第82χ                              |
| 第16χ      | 第80話  |                                      | 新年伊始的CYCLE                         | 橫谷昌宏                          | 大久保政雄 山川吉樹               | 飯村正之                                              | 西村彩 服部一郎 金正男 安西俊之                              | 音地正行                    | 第83χ                              |
| 第17χ      | 第81話  |                                      | 海藤的猜疑心（前篇）                    | 金杉弘子                          | 名村英敏                          | 奧野浩行                                              | 櫻井司 錦織成                                                | 野田康行                    | 第84χ                              |
| 第17χ      | 第82話  |                                      | 海藤的猜疑心（後篇）                    | 金杉弘子                          | 名村英敏                          | 奧野浩行                                              | 櫻井司 錦織成                                                | 野田康行                    | 第85χ                              |
| 第17χ      | 第83話  |                                      | 無法調節!? 燃堂VS海藤！                 | 金杉弘子                          | 名村英敏                          | 奧野浩行                                              | 櫻井司 錦織成                                                | 野田康行                    | 第44χ                              |
| 第17χ      | 第84話  |                                      | 最恐怖的打工仔                          | 金杉弘子                          | 名村英敏                          | 奧野浩行                                              | 櫻井司 錦織成                                                | 野田康行                    | 第86χ                              |
| 第17χ      | 第85話  |                                      | 疾奔！跑者們！                          | 金杉弘子                          | 名村英敏                          | 奧野浩行                                              | 櫻井司 錦織成                                                | 野田康行                    | 第80χ                              |
| 第18χ      | 第86話  |                                      | 照橋同學的齊木家之行                    | 杉原研二                          | 名村英敏 山崎 則座誠              | 富永恒雄                                              | 福世孝明 平塚知哉                                            | 音地正行                    | 第87χ                              |
| 第18χ      | 第87話  |                                      | 輕輕鬆鬆！稻草變富翁                    | 杉原研二                          | 名村英敏 山崎 則座誠              | 富永恒雄                                              | 福世孝明 平塚知哉                                            | 音地正行                    | 第75χ                              |
| 第18χ      | 第88話  |                                      | 變形！超級尺寸                          | 杉原研二                          | 名村英敏 山崎 則座誠              | 富永恒雄                                              | 福世孝明 平塚知哉                                            | 音地正行                    | 第89χ                              |
| 第18χ      | 第89話  |                                      | 再教育的建議                            | 杉原研二                          | 名村英敏 山崎 則座誠              | 富永恒雄                                              | 福世孝明 平塚知哉                                            | 音地正行                    | 第91χ                              |
| 第18χ      | 第90話  |                                      | 氣氛最高潮！卡拉OK聚會                  | 杉原研二                          | 名村英敏 山崎 則座誠              | 富永恒雄                                              | 福世孝明 平塚知哉                                            | 音地正行                    | 第90χ                              |
| 第19χ      | 第91話  |                                      | 萬歲！傲嬌爺爺                          | 橫谷昌宏                          | 島崎奈奈子                        | 島崎奈奈子                                            | 佐藤敏明 林央剛 中山由美                                     | 野田康行                    | 第92χ 第93χ                        |
| 第19χ      | 第92話  |                                      | 萬萬歲！傲嬌爺爺                        | 橫谷昌宏                          | 島崎奈奈子                        | 島崎奈奈子                                            | 佐藤敏明 林央剛 中山由美                                     | 野田康行                    | 第92χ 第93χ                        |
| 第19χ      | 第93話  |                                      | 歡迎您來到史上最破遊樂園！              | 橫谷昌宏                          | 島崎奈奈子                        | 島崎奈奈子                                            | 佐藤敏明 林央剛 中山由美                                     | 野田康行                    | 第92χ 第93χ                        |
| 第19χ      | 第94話  |                                      | 再見！與外公婆告別                      | 橫谷昌宏                          | 島崎奈奈子                        | 島崎奈奈子                                            | 佐藤敏明 林央剛 中山由美                                     | 野田康行                    | 第94χ                              |
| 第19χ      | 第95話  |                                      | 慶祝遊戲化！齊藤邦夫的怪談              | 橫谷昌宏                          | 島崎奈奈子                        | 島崎奈奈子                                            | 佐藤敏明 林央剛 中山由美                                     | 野田康行                    | 原創                               |
| 第20χ      | 第96話  |                                      | 活用你的才能吧！鳥束受歡迎計劃          | 橫手美智子                        | 名村英敏 高田耕一 櫻井弘明        | 高田耕一                                              | 谷川亮介 都築裕佳子 松岡謙治                                 | 音地正行                    | 第79χ                              |
| 第20χ      | 第97話  |                                      | 發揮你的聰明才智吧！PK超自然部          | 橫手美智子                        | 名村英敏 高田耕一 櫻井弘明        | 高田耕一                                              | 谷川亮介 都築裕佳子 松岡謙治                                 | 音地正行                    | 第96χ                              |
| 第20χ      | 第98話  |                                      | 最爛的廚師                              | 橫手美智子                        | 名村英敏 高田耕一 櫻井弘明        | 高田耕一                                              | 谷川亮介 都築裕佳子 松岡謙治                                 | 音地正行                    | 第97χ                              |
| 第20χ      | 第99話  |                                      | 開庭！心美美會大審判！                  | 橫手美智子                        | 名村英敏 高田耕一 櫻井弘明        | 高田耕一                                              | 谷川亮介 都築裕佳子 松岡謙治                                 | 音地正行                    | 第101χ                             |
| 第20χ      | 第100話 |                                      | 恐怖！動畫第○話的詛咒                   | 橫手美智子                        | 名村英敏 高田耕一 櫻井弘明        | 高田耕一                                              | 谷川亮介 都築裕佳子 松岡謙治                                 | 音地正行                    | 第100χ                             |
| 第21χ      | 第101話 |                                      | 瘋狂科學家現身了！（前篇）              | 金杉弘子                          | 則座誠 名村英敏 高田耕一          | 則座誠                                                | 川島明子 兼子秀敬 中島美子 小島唯可 谷口守泰                 | 野田康行                    | 第103χ                             |
| 第21χ      | 第102話 |                                      | 瘋狂科學家現身了！（中篇）              | 金杉弘子                          | 則座誠 名村英敏 高田耕一          | 則座誠                                                | 川島明子 兼子秀敬 中島美子 小島唯可 谷口守泰                 | 野田康行                    | 第104χ                             |
| 第21χ      | 第103話 |                                      | 瘋狂科學家現身了！（後篇）              | 金杉弘子                          | 則座誠 名村英敏 高田耕一          | 則座誠                                                | 川島明子 兼子秀敬 中島美子 小島唯可 谷口守泰                 | 野田康行                    | 第105χ                             |
| 第21χ      | 第104話 |                                      | 激走！超能大戰                          | 金杉弘子                          | 則座誠 名村英敏 高田耕一          | 則座誠                                                | 川島明子 兼子秀敬 中島美子 小島唯可 谷口守泰                 | 野田康行                    | 第106χ                             |
| 第21χ      | 第105話 |                                      | 美術館必須盡量保持安靜                  | 金杉弘子                          | 則座誠 名村英敏 高田耕一          | 則座誠                                                | 川島明子 兼子秀敬 中島美子 小島唯可 谷口守泰                 | 野田康行                    | 第107χ                             |
| 第22χ      | 第106話 |                                      | 暑假前的災難 暑假來嘍！超自然部合宿篇   | 杉原研二                          | 名村英敏 則座誠 高田耕一          | 冨永恒雄                                              | 福世孝明 平塚知哉                                            | 音地正行                    | 第108χ 第109χ                      |
| 第22χ      | 第107話 |                                      | 暑假來嘍！網球部合宿篇                  | 杉原研二                          | 名村英敏 則座誠 高田耕一          | 冨永恒雄                                              | 福世孝明 平塚知哉                                            | 音地正行                    | 第110χ                             |
| 第22χ      | 第108話 |                                      | 暑假來嘍！治驗打工篇                    | 杉原研二                          | 名村英敏 則座誠 高田耕一          | 冨永恒雄                                              | 福世孝明 平塚知哉                                            | 音地正行                    | 第111χ                             |
| 第22χ      | 第109話 |                                      | 暑假來嘍！駕照合宿篇                    | 杉原研二                          | 名村英敏 則座誠 高田耕一          | 冨永恒雄                                              | 福世孝明 平塚知哉                                            | 音地正行                    | 第112χ                             |
| 第22χ      | 第110話 |                                      | 暑假來嘍！照橋約會篇                    | 杉原研二                          | 名村英敏 則座誠 高田耕一          | 冨永恒雄                                              | 福世孝明 平塚知哉                                            | 音地正行                    | 第113χ                             |
| 第23χ      | 第111話 |                                      | 財團富二代來了！                        | 横谷昌宏                          | 永居慎平                          | 永居慎平                                              | 服部一郎 西村彩 金正男 安西俊之                              | 野田康行                    | 第114χ                             |
| 第23χ      | 第112話 |                                      | 打敗壓倒性的財力！                      | 横谷昌宏                          | 永居慎平                          | 永居慎平                                              | 服部一郎 西村彩 金正男 安西俊之                              | 野田康行                    | 第115χ                             |
| 第23χ      | 第113話 |                                      | 捲土重來！傲嬌外公                      | 横谷昌宏                          | 永居慎平                          | 永居慎平                                              | 服部一郎 西村彩 金正男 安西俊之                              | 野田康行                    | 第116χ                             |
| 第23χ      | 第114話 |                                      | 萬聖節Party來咯                         | 横谷昌宏                          | 永居慎平                          | 永居慎平                                              | 服部一郎 西村彩 金正男 安西俊之                              | 野田康行                    | 第120χ                             |
| 第23χ      | 第115話 |                                      | 才虎一族無敵的財力                      | 横谷昌宏                          | 永居慎平                          | 永居慎平                                              | 服部一郎 西村彩 金正男 安西俊之                              | 野田康行                    | 第119χ                             |
| 第24χ      | 第116話 |                                      | 超能開花!? 人氣魔術師的憂鬱             | 横手美智子                        | 櫻井弘明 則座誠 高田耕一          | 則座誠                                                | 德田夢之介 佐藤敏明 林央剛 中山由美                          | 音地正行                    | 第117χ                             |
| 第24χ      | 第117話 |                                      | 暴走妄想鍛煉                            | 横手美智子                        | 櫻井弘明 則座誠 高田耕一          | 則座誠                                                | 德田夢之介 佐藤敏明 林央剛 中山由美                          | 音地正行                    | 第123χ                             |
| 第24χ      | 第118話 |                                      | 課間休息的災難                          | 横手美智子                        | 櫻井弘明 則座誠 高田耕一          | 則座誠                                                | 德田夢之介 佐藤敏明 林央剛 中山由美                          | 音地正行                    | 第121χ                             |
| 第24χ      | 第119話 |                                      | 粉碎！驚喜生日派對（前篇）              | 横手美智子                        | 櫻井弘明 則座誠 高田耕一          | 則座誠                                                | 德田夢之介 佐藤敏明 林央剛 中山由美                          | 音地正行                    | 第98χ                              |
| 第24χ      | 第120話 |                                      | 粉碎！驚喜生日派對（後篇）              | 横手美智子                        | 櫻井弘明 則座誠 高田耕一          | 則座誠                                                | 德田夢之介 佐藤敏明 林央剛 中山由美                          | 音地正行                    | 第99χ                              |
| 第二季     |         |                                      |                                         |                                   |                                   |                                                       |                                                              |                             |                                    |
| 第25χ (1)  | 第121話 |                                      | 再開！「一如既往」的日常                | 櫻井弘明 漆原虹平                 | 櫻井弘明                          | 則座誠                                                | 德田夢之介 大木良一 都築裕佳子                               | 音地正行 德田夢之介         | 原創                               |
| 第25χ (1)  | 第122話 |                                      | 再次挑戰！聖誕節                        | 櫻井弘明 漆原虹平                 | 櫻井弘明                          | 則座誠                                                | 德田夢之介 大木良一 都築裕佳子                               | 音地正行 德田夢之介         | 第129χ                             |
| 第25χ (1)  | 第123話 |                                      | 新年伊始很重要                          | 櫻井弘明 漆原虹平                 | 櫻井弘明                          | 則座誠                                                | 德田夢之介 大木良一 都築裕佳子                               | 音地正行 德田夢之介         | 第130χ                             |
| 第25χ (1)  | 第124話 |                                      | 網球場上的愛情遊戲                      | 櫻井弘明 漆原虹平                 | 櫻井弘明                          | 則座誠                                                | 德田夢之介 大木良一 都築裕佳子                               | 音地正行 德田夢之介         | 第122χ                             |
| 第25χ (1)  | 第125話 |                                      | 甜點自助餐的災難                        | 櫻井弘明 漆原虹平                 | 櫻井弘明                          | 則座誠                                                | 德田夢之介 大木良一 都築裕佳子                               | 音地正行 德田夢之介         | 第131χ                             |
| 第26χ (2)  | 第126話 |                                      | SF級的穿越體驗1                         | 高山淳史                          | 則座誠 山川吉樹                   | 德本新一                                              | 石堂伸春 青木みき 南伸一郎 亀田朋幸                          | 徳田夢之介                  | 第124χ                             |
| 第26χ (2)  | 第127話 |                                      | SF級的穿越體驗2                         | 高山淳史                          | 則座誠 山川吉樹                   | 德本新一                                              | 石堂伸春 青木みき 南伸一郎 亀田朋幸                          | 徳田夢之介                  | 第125χ                             |
| 第26χ (2)  | 第128話 |                                      | SF級的穿越體驗3                         | 高山淳史                          | 則座誠 山川吉樹                   | 德本新一                                              | 石堂伸春 青木みき 南伸一郎 亀田朋幸                          | 徳田夢之介                  | 第126χ                             |
| 第26χ (2)  | 第129話 |                                      | 押忍！戀之挑戰書                        | 高山淳史                          | 則座誠 山川吉樹                   | 德本新一                                              | 石堂伸春 青木みき 南伸一郎 亀田朋幸                          | 徳田夢之介                  | 第128χ                             |
| 第26χ (2)  | 第130話 |                                      | 穿衣品味存貨為0                         | 高山淳史                          | 則座誠 山川吉樹                   | 德本新一                                              | 石堂伸春 青木みき 南伸一郎 亀田朋幸                          | 徳田夢之介                  | 第127χ                             |
| 第27χ (3)  | 第131話 |                                      | 寒冬的災難                              | 漆原虹平 高山淳史                 | 鈴木行 大久保政雄 櫻井弘明        | 本間修 島啓                                           | 中島美子 飯飼一幸 金海淑 金振英                              | 野田康行                    | 第179χ                             |
| 第27χ (3)  | 第132話 |                                      | 拜訪才虎財閥豪宅                        | 漆原虹平 高山淳史                 | 鈴木行 大久保政雄 櫻井弘明        | 本間修 島啓                                           | 中島美子 飯飼一幸 金海淑 金振英                              | 野田康行                    | 第137χ                             |
| 第27χ (3)  | 第133話 |                                      | 來吧！最帥的樂園                        | 漆原虹平 高山淳史                 | 鈴木行 大久保政雄 櫻井弘明        | 本間修 島啓                                           | 中島美子 飯飼一幸 金海淑 金振英                              | 野田康行                    | 第138χ                             |
| 第27χ (3)  | 第134話 |                                      | 無敵的防災對策                          | 漆原虹平 高山淳史                 | 鈴木行 大久保政雄 櫻井弘明        | 本間修 島啓                                           | 中島美子 飯飼一幸 金海淑 金振英                              | 野田康行                    | 第132χ                             |
| 第27χ (3)  | 第135話 |                                      | 恭喜畢業！                              | 漆原虹平 高山淳史                 | 鈴木行 大久保政雄 櫻井弘明        | 本間修 島啓                                           | 中島美子 飯飼一幸 金海淑 金振英                              | 野田康行                    | 第140χ                             |
| 第28χ (4)  | 第136話 |                                      | 梨步田依舞的災難                        | 漆原虹平 高山淳史                 | 高田耕一 湖山禎崇 名村英敏        | 牧野友映                                              | 中熊太一 森悦史 松本弘 岡昭彦 中山和子                       | 徳田夢之助                  | 第143χ                             |
| 第28χ (4)  | 第137話 |                                      | 去詐欺吧！愚人節                        | 漆原虹平 高山淳史                 | 高田耕一 湖山禎崇 名村英敏        | 牧野友映                                              | 中熊太一 森悦史 松本弘 岡昭彦 中山和子                       | 徳田夢之助                  | 第141χ                             |
| 第28χ (4)  | 第138話 |                                      | 春天的最終兵器                          | 漆原虹平 高山淳史                 | 高田耕一 湖山禎崇 名村英敏        | 牧野友映                                              | 中熊太一 森悦史 松本弘 岡昭彦 中山和子                       | 徳田夢之助                  | 第144χ                             |
| 第28χ (4)  | 第139話 |                                      | 再利用！撿垃圾大賽                      | 漆原虹平 高山淳史                 | 高田耕一 湖山禎崇 名村英敏        | 牧野友映                                              | 中熊太一 森悦史 松本弘 岡昭彦 中山和子                       | 徳田夢之助                  | 第145χ                             |
| 第28χ (4)  | 第140話 |                                      | 打音樂教室寂静的幽靈                    | 漆原虹平 高山淳史                 | 高田耕一 湖山禎崇 名村英敏        | 牧野友映                                              | 中熊太一 森悦史 松本弘 岡昭彦 中山和子                       | 徳田夢之助                  | 第142χ                             |
| 第29χ (5)  | 第141話 |                                      | 再戰！梨步田VS照橋                      | 漆原虹平 高山淳史                 | 永居慎平 金子祥之                 | 秦義人                                                | kIM YONGSIK 蘆谷公平 飯塚葉子 桜井このみ 松本和志 KIM EUN HA | 野田康行                    | 第149χ                             |
| 第29χ (5)  | 第142話 |                                      | 賢才的禮物                              | 漆原虹平 高山淳史                 | 永居慎平 金子祥之                 | 秦義人                                                | kIM YONGSIK 蘆谷公平 飯塚葉子 桜井このみ 松本和志 KIM EUN HA | 野田康行                    | 第146χ                             |
| 第29χ (5)  | 第143話 |                                      | 迷路的倉鼠說話帶關西腔                  | 漆原虹平 高山淳史                 | 永居慎平 金子祥之                 | 秦義人                                                | kIM YONGSIK 蘆谷公平 飯塚葉子 桜井このみ 松本和志 KIM EUN HA | 野田康行                    | 第135χ                             |
| 第29χ (5)  | 第144話 |                                      | 放浪！迷你小動物                        | 漆原虹平 高山淳史                 | 永居慎平 金子祥之                 | 秦義人                                                | kIM YONGSIK 蘆谷公平 飯塚葉子 桜井このみ 松本和志 KIM EUN HA | 野田康行                    | 第136χ                             |
| 第29χ (5)  | 第145話 |                                      | 按摩的災難                              | 漆原虹平 高山淳史                 | 永居慎平 金子祥之                 | 秦義人                                                | kIM YONGSIK 蘆谷公平 飯塚葉子 桜井このみ 松本和志 KIM EUN HA | 野田康行                    | 第150χ                             |
| 第30χ (6)  | 第146話 |                                      | 才虎財閥的豪華郵輪                      | 漆原虹平                          | 名村英敏                          | 則座誠                                                | 大木良一 中山由美 都築裕佳子                                 | 音地正行                    | 第151χ                             |
| 第30χ (6)  | 第147話 |                                      | 齊木楠雄的遇難1                         | 漆原虹平                          | 名村英敏                          | 則座誠                                                | 大木良一 中山由美 都築裕佳子                                 | 音地正行                    | 第151χ 第152χ 第153χ 第154χ 第155χ |
| 第30χ (6)  | 第148話 |                                      | 齊木楠雄的遇難2                         | 漆原虹平                          | 名村英敏                          | 則座誠                                                | 大木良一 中山由美 都築裕佳子                                 | 音地正行                    | 第151χ 第152χ 第153χ 第154χ 第155χ |
| 第30χ (6)  | 第149話 |                                      | 齊木楠雄的遇難3                         | 漆原虹平                          | 名村英敏                          | 則座誠                                                | 大木良一 中山由美 都築裕佳子                                 | 音地正行                    | 第151χ 第152χ 第153χ 第154χ 第155χ |
| 第30χ (6)  | 第150話 |                                      | 齊木楠雄的遇難4                         | 漆原虹平                          | 名村英敏                          | 則座誠                                                | 大木良一 中山由美 都築裕佳子                                 | 音地正行                    | 第151χ 第152χ 第153χ 第154χ 第155χ |
| 第31χ (7)  | 第151話 |                                      | 齊木楠雄的遇難5                         | 漆原虹平                          | 名村英敏 鈴木行                   | 福元新一                                              | 石堂信晴 青木美紀 龜田朋幸                                   | 徳田夢之助                  | 第151χ 第152χ 第153χ 第154χ 第155χ |
| 第31χ (7)  | 第152話 |                                      | 齊木楠雄的遇難6                         | 漆原虹平                          | 名村英敏 鈴木行                   | 福元新一                                              | 石堂信晴 青木美紀 龜田朋幸                                   | 徳田夢之助                  | 第151χ 第152χ 第153χ 第154χ 第155χ |
| 第31χ (7)  | 第153話 |                                      | 齊木楠雄的遇難7                         | 漆原虹平                          | 名村英敏 鈴木行                   | 福元新一                                              | 石堂信晴 青木美紀 龜田朋幸                                   | 徳田夢之助                  | 第151χ 第152χ 第153χ 第154χ 第155χ |
| 第31χ (7)  | 第154話 |                                      | 胡說八道！PK學園新聞社                  | 漆原虹平                          | 名村英敏 鈴木行                   | 福元新一                                              | 石堂信晴 青木美紀 龜田朋幸                                   | 徳田夢之助                  | 第156χ                             |
| 第31χ (7)  | 第155話 |                                      | 再會了！暑假的最後一天                  | 漆原虹平                          | 名村英敏 鈴木行                   | 福元新一                                              | 石堂信晴 青木美紀 龜田朋幸                                   | 徳田夢之助                  | 第161χ                             |
| 第32χ (8)  | 第156話 |                                      | 吵死了！不得了的轉學生出現！            | 高山淳史                          | 高田耕一 永居慎平                 | 本間修 島啓                                           | 飯飼一幸 五十嵐俊介 岡村拓也 金海淑 金振英                   | 野田康行                    | 第162χ                             |
| 第32χ (8)  | 第157話 |                                      | 隱場氣場！                              | 高山淳史                          | 高田耕一 永居慎平                 | 本間修 島啓                                           | 飯飼一幸 五十嵐俊介 岡村拓也 金海淑 金振英                   | 野田康行                    | 第163χ                             |
| 第32χ (8)  | 第158話 |                                      | 微妙的小孩的麻煩事                      | 高山淳史                          | 高田耕一 永居慎平                 | 本間修 島啓                                           | 飯飼一幸 五十嵐俊介 岡村拓也 金海淑 金振英                   | 野田康行                    | 第164χ                             |
| 第32χ (8)  | 第159話 |                                      | 再次挑戰！時空穿梭                      | 高山淳史                          | 高田耕一 永居慎平                 | 本間修 島啓                                           | 飯飼一幸 五十嵐俊介 岡村拓也 金海淑 金振英                   | 野田康行                    | 第157χ                             |
| 第32χ (8)  | 第160話 |                                      | 照橋心美的災難                          | 高山淳史                          | 高田耕一 永居慎平                 | 本間修 島啓                                           | 飯飼一幸 五十嵐俊介 岡村拓也 金海淑 金振英                   | 野田康行                    | 特別篇                             |
| 第33χ (9)  | 第161話 |                                      | 超能力者要小心注意（前篇）              | 漆原虹平                          | 名村英敏                          | 筑紫大介                                              | 都築裕佳子 大木良一                                          | 徳田夢之助                  | 第167χ                             |
| 第33χ (9)  | 第162話 |                                      | 超能力者要小心注意（後篇）              | 漆原虹平                          | 名村英敏                          | 筑紫大介                                              | 都築裕佳子 大木良一                                          | 徳田夢之助                  | 第168χ                             |
| 第33χ (9)  | 第163話 |                                      | 夢幻的超能力雜耍（前篇）                | 漆原虹平                          | 名村英敏                          | 筑紫大介                                              | 都築裕佳子 大木良一                                          | 徳田夢之助                  | 第147χ                             |
| 第33χ (9)  | 第164話 |                                      | 夢幻的超能力雜耍（後篇）                | 漆原虹平                          | 名村英敏                          | 筑紫大介                                              | 都築裕佳子 大木良一                                          | 徳田夢之助                  | 第148χ                             |
| 第33χ (9)  | 第165話 |                                      | 上天保佑一定要平安無事啊!!              | 漆原虹平                          | 名村英敏                          | 筑紫大介                                              | 都築裕佳子 大木良一                                          | 徳田夢之助                  | 第174χ                             |
| 第34χ (10) | 第166話 |                                      | 防範詐騙犯！不可大意                    | 高山淳史                          | 富永恒雄                          | 富永恒雄                                              | 松本文男                                                     | 野田康行                    | 第159χ                             |
| 第34χ (10) | 第167話 |                                      | 齊木家集結!! （前篇）                   | 高山淳史                          | 富永恒雄                          | 富永恒雄                                              | 松本文男                                                     | 野田康行                    | 第160χ                             |
| 第34χ (10) | 第168話 |                                      | 齊木家集結!! （後篇）                   | 高山淳史                          | 富永恒雄                          | 富永恒雄                                              | 松本文男                                                     | 野田康行                    | 第160χ                             |
| 第34χ (10) | 第169話 |                                      | 村子裡的瘋狂科學家                      | 高山淳史                          | 富永恒雄                          | 富永恒雄                                              | 松本文男                                                     | 野田康行                    | 第169χ                             |
| 第34χ (10) | 第170話 |                                      | 齊聚一堂！PK學園的超能力者們            | 高山淳史                          | 富永恒雄                          | 富永恒雄                                              | 松本文男                                                     | 野田康行                    | 第173χ                             |
| 第35χ (11) | 第171話 |                                      | 醜男，晴天霹靂                          | 漆原虹平                          | 鈴木行 永居慎平                   | 佐佐木純人                                            | 櫻井 松本和志 KIM YONGSIK                                    | 野田康行                    | 第171χ                             |
| 第35χ (11) | 第172話 |                                      | 隱藏才能上不能被發現！                  | 漆原虹平                          | 鈴木行 永居慎平                   | 佐佐木純人                                            | 櫻井 松本和志 KIM YONGSIK                                    | 野田康行                    | 第166χ                             |
| 第35χ (11) | 第173話 |                                      | 挑戰最恐怖的組合                        | 漆原虹平                          | 鈴木行 永居慎平                   | 佐佐木純人                                            | 櫻井 松本和志 KIM YONGSIK                                    | 野田康行                    | 第178χ                             |
| 第35χ (11) | 第174話 |                                      | 奇跡般的凡人登場！                      | 漆原虹平                          | 鈴木行 永居慎平                   | 佐佐木純人                                            | 櫻井 松本和志 KIM YONGSIK                                    | 野田康行                    | 第180χ                             |
| 第35χ (11) | 第175話 |                                      | 圖書館的災難                            | 漆原虹平                          | 鈴木行 永居慎平                   | 佐佐木純人                                            | 櫻井 松本和志 KIM YONGSIK                                    | 野田康行                    | 第170χ                             |
| 第36χ (12) | 第176話 |                                      | 心跳加速的交往宣言                      | 高山淳史                          | 則座誠 高田耕一                   | 則座誠                                                | 下江一正 大木良一 田邊陽子 林央剛                            | 音地正行                    | 第181χ                             |
| 第36χ (12) | 第177話 |                                      | 最強的幫手!?                            | 高山淳史                          | 則座誠 高田耕一                   | 則座誠                                                | 下江一正 大木良一 田邊陽子 林央剛                            | 音地正行                    | 第182χ                             |
| 第36χ (12) | 第178話 |                                      | 小小的卻很聰明！小力2號的冒險           | 高山淳史                          | 則座誠 高田耕一                   | 則座誠                                                | 下江一正 大木良一 田邊陽子 林央剛                            | 音地正行                    | 第175χ                             |
| 第36χ (12) | 第179話 |                                      | 佐藤廣的災難                            | 高山淳史                          | 則座誠 高田耕一                   | 則座誠                                                | 下江一正 大木良一 田邊陽子 林央剛                            | 音地正行                    | 第184χ                             |
| 第36χ (12) | 第180話 |                                      | 鬢角的頭髮弄得凌亂一些                  | 高山淳史                          | 則座誠 高田耕一                   | 則座誠                                                | 下江一正 大木良一 田邊陽子 林央剛                            | 音地正行                    | 第185χ                             |
| 第37χ (13) | 第181話 |                                      | 目良千里的再會（前篇）                  | 漆原虹平                          | 名村英敏                          | 福元新一                                              | 石堂伸晴 青木美紀 亀田朋幸                                   | 野田康行                    | 第186χ                             |
| 第37χ (13) | 第182話 |                                      | 目良千里的再會（後篇）                  | 漆原虹平                          | 名村英敏                          | 福元新一                                              | 石堂伸晴 青木美紀 亀田朋幸                                   | 野田康行                    | 第187χ                             |
| 第37χ (13) | 第183話 |                                      | 沉默生化人的異變                        | 漆原虹平                          | 名村英敏                          | 福元新一                                              | 石堂伸晴 青木美紀 亀田朋幸                                   | 野田康行                    | 第172χ                             |
| 第37χ (13) | 第184話 |                                      | 聚集！最強佔位置的高手們                | 漆原虹平                          | 名村英敏                          | 福元新一                                              | 石堂伸晴 青木美紀 亀田朋幸                                   | 野田康行                    | 第189χ                             |
| 第37χ (13) | 第185話 |                                      | 為了最終回做準備                        | 漆原虹平                          | 名村英敏                          | 福元新一                                              | 石堂伸晴 青木美紀 亀田朋幸                                   | 野田康行                    | 第190χ                             |
| 第38χ (14) | 第186話 |                                      | 才虎一族最大的試煉                      | 高山淳史                          | 鈴木行 永居慎平                   | 本間修                                                | 飯飼一幸 五十嵐俊介 中島美子 金海淑 金振英                   | 野田康行                    | 第193χ                             |
| 第38χ (14) | 第187話 |                                      | 超能三人組                              | 高山淳史                          | 鈴木行 永居慎平                   | 本間修                                                | 飯飼一幸 五十嵐俊介 中島美子 金海淑 金振英                   | 野田康行                    | 第194χ                             |
| 第38χ (14) | 第188話 |                                      | 自然部最終尖叫計畫                      | 高山淳史                          | 鈴木行 永居慎平                   | 本間修                                                | 飯飼一幸 五十嵐俊介 中島美子 金海淑 金振英                   | 野田康行                    | 第195χ                             |
| 第38χ (14) | 第189話 |                                      | 愛情分數對決                            | 高山淳史                          | 鈴木行 永居慎平                   | 本間修                                                | 飯飼一幸 五十嵐俊介 中島美子 金海淑 金振英                   | 野田康行                    | 第196χ                             |
| 第38χ (14) | 第190話 |                                      | 天才畫家的繪畫教室                      | 高山淳史                          | 鈴木行 永居慎平                   | 本間修                                                | 飯飼一幸 五十嵐俊介 中島美子 金海淑 金振英                   | 野田康行                    | 第197χ                             |
| 第39χ (15) | 第191話 |                                      | 重建棒球部吧！（前篇）                  | 漆原虹平                          | 富永恒雄                          | 富永恒雄                                              | 松本文男 仁井宏隆 織岐一寬                                   | 野田康行                    | 第198χ 第199χ 第200χ 第235χ        |
| 第39χ (15) | 第192話 |                                      | 重建棒球部吧！（後篇）                  | 漆原虹平                          | 富永恒雄                          | 富永恒雄                                              | 松本文男 仁井宏隆 織岐一寬                                   | 野田康行                    | 第198χ 第199χ 第200χ 第235χ        |
| 第39χ (15) | 第193話 |                                      | 蔬菜也要吃喔！烤肉篇                    | 漆原虹平                          | 富永恒雄                          | 富永恒雄                                              | 松本文男 仁井宏隆 織岐一寬                                   | 野田康行                    | 第198χ 第199χ 第200χ 第235χ        |
| 第39χ (15) | 第194話 |                                      | 爸爸的再次就業!?                        | 漆原虹平                          | 富永恒雄                          | 富永恒雄                                              | 松本文男 仁井宏隆 織岐一寬                                   | 野田康行                    | 第212χ                             |
| 第39χ (15) | 第195話 |                                      | 催促！生日禮物                          | 漆原虹平                          | 富永恒雄                          | 富永恒雄                                              | 松本文男 仁井宏隆 織岐一寬                                   | 野田康行                    | 第240χ                             |
| 第40χ (16) | 第196話 |                                      | 如果想找交往對象…                       | 高山淳史                          | 名村英敏                          | 村田上樹                                              | 袴田裕二 谷口繁則 服部一郎 金正男 毛応星 馮含露              | 大木良一                    | 第203χ                             |
| 第40χ (16) | 第197話 |                                      | 給最愛的妹妹最好的禮物                  | 高山淳史                          | 名村英敏                          | 村田上樹                                              | 袴田裕二 谷口繁則 服部一郎 金正男 毛応星 馮含露              | 大木良一                    | 第204χ                             |
| 第40χ (16) | 第198話 |                                      | 靈能力者的再登場                        | 高山淳史                          | 名村英敏                          | 村田上樹                                              | 袴田裕二 谷口繁則 服部一郎 金正男 毛応星 馮含露              | 大木良一                    | 第205χ                             |
| 第40χ (16) | 第199話 |                                      | 高科技戰士百元超人！                    | 高山淳史                          | 名村英敏                          | 村田上樹                                              | 袴田裕二 谷口繁則 服部一郎 金正男 毛応星 馮含露              | 大木良一                    | 第183χ                             |
| 第40χ (16) | 第200話 |                                      | 秘密·基地·內部                          | 高山淳史                          | 名村英敏                          | 村田上樹                                              | 袴田裕二 谷口繁則 服部一郎 金正男 毛応星 馮含露              | 大木良一                    | 第207χ                             |
| 第41χ (17) | 第201話 |                                      | 再訪！哥哥的5個命令                     | 漆原虹平                          | 鈴木行 永居慎平                   | 佐佐木純人                                            | Jumondou Seoul 櫻井 飯塚葉子                                 | 野田康行                    | 第208χ                             |
| 第41χ (17) | 第202話 |                                      | 還有犀牛！去動物園吧                    | 漆原虹平                          | 鈴木行 永居慎平                   | 佐佐木純人                                            | Jumondou Seoul 櫻井 飯塚葉子                                 | 野田康行                    | 第209χ                             |
| 第41χ (17) | 第203話 |                                      | 新人漫畫家的災難                        | 漆原虹平                          | 鈴木行 永居慎平                   | 佐佐木純人                                            | Jumondou Seoul 櫻井 飯塚葉子                                 | 野田康行                    | 第188χ                             |
| 第41χ (17) | 第204話 |                                      | 海藤兄弟的災難                          | 漆原虹平                          | 鈴木行 永居慎平                   | 佐佐木純人                                            | Jumondou Seoul 櫻井 飯塚葉子                                 | 野田康行                    | 第213χ                             |
| 第41χ (17) | 第205話 |                                      | 改變形象的超級女孩                      | 漆原虹平                          | 鈴木行 永居慎平                   | 佐佐木純人                                            | Jumondou Seoul 櫻井 飯塚葉子                                 | 野田康行                    | 第214χ                             |
| 第42χ (18) | 第206話 |                                      | 多話轉學生！明智透真                    | 高山淳史                          | 櫻井弘明 鈴木行 高田耕一          | 則座誠                                                | 野田康行 林央剛 中島美子 龜田朋幸 青木美紀                   | 音地正行                    | 第210χ                             |
| 第42χ (18) | 第207話 |                                      | 繼續多話！轉學生                        | 高山淳史                          | 櫻井弘明 鈴木行 高田耕一          | 則座誠                                                | 野田康行 林央剛 中島美子 龜田朋幸 青木美紀                   | 音地正行                    | 第211χ                             |
| 第42χ (18) | 第208話 |                                      | 挖地瓜的災難                            | 高山淳史                          | 櫻井弘明 鈴木行 高田耕一          | 則座誠                                                | 野田康行 林央剛 中島美子 龜田朋幸 青木美紀                   | 音地正行                    | 第215χ                             |
| 第42χ (18) | 第209話 |                                      | 重整吉祥物角色體系                      | 高山淳史                          | 櫻井弘明 鈴木行 高田耕一          | 則座誠                                                | 野田康行 林央剛 中島美子 龜田朋幸 青木美紀                   | 音地正行                    | 第222χ                             |
| 第42χ (18) | 第210話 |                                      | 才虎芽斗史的無聊日常                    | 高山淳史                          | 櫻井弘明 鈴木行 高田耕一          | 則座誠                                                | 野田康行 林央剛 中島美子 龜田朋幸 青木美紀                   | 音地正行                    | 第223χ                             |
| 第43χ (19) | 第211話 |                                      | 班級的災難                              | 漆原虹平                          | 高田耕一                          | 福元新一                                              | 田邊洋子 永山惠 龜田朋幸 青木美紀                            | 大木良一                    | 第202χ                             |
| 第43χ (19) | 第212話 |                                      | PK學園文化祭1                           | 漆原虹平                          | 高田耕一                          | 福元新一                                              | 田邊洋子 永山惠 龜田朋幸 青木美紀                            | 大木良一                    | 第216χ 第217χ 第218χ               |
| 第43χ (19) | 第213話 |                                      | PK學園文化祭2                           | 漆原虹平                          | 高田耕一                          | 福元新一                                              | 田邊洋子 永山惠 龜田朋幸 青木美紀                            | 大木良一                    | 第216χ 第217χ 第218χ               |
| 第43χ (19) | 第214話 |                                      | PK學園文化祭3                           | 漆原虹平                          | 高田耕一                          | 福元新一                                              | 田邊洋子 永山惠 龜田朋幸 青木美紀                            | 大木良一                    | 第216χ 第217χ 第218χ               |
| 第43χ (19) | 第215話 |                                      | PK學園文化祭4                           | 漆原虹平                          | 高田耕一                          | 福元新一                                              | 田邊洋子 永山惠 龜田朋幸 青木美紀                            | 大木良一                    | 第216χ 第217χ 第218χ               |
| 第44χ (20) | 第216話 |                                      | 用催眠能力來冒充吧！（前篇）            | 高山淳史                          | 富永恒雄                          | 富永恒雄                                              | 松本文男                                                     | 野田康行                    | 第220χ                             |
| 第44χ (20) | 第217話 |                                      | 用催眠能力來冒充吧！（後篇）            | 高山淳史                          | 富永恒雄                          | 富永恒雄                                              | 松本文男                                                     | 野田康行                    | 第221χ                             |
| 第44χ (20) | 第218話 |                                      | 機能滿載！期待的新吉祥物                | 高山淳史                          | 富永恒雄                          | 富永恒雄                                              | 松本文男                                                     | 野田康行                    | 第224χ                             |
| 第44χ (20) | 第219話 |                                      | 今年的最後！除夕                        | 高山淳史                          | 富永恒雄                          | 富永恒雄                                              | 松本文男                                                     | 野田康行                    | 第225χ                             |
| 第44χ (20) | 第220話 |                                      | 靜默的正月                              | 高山淳史                          | 富永恒雄                          | 富永恒雄                                              | 松本文男                                                     | 野田康行                    | 第226χ                             |
| 第45χ (21) | 第221話 |                                      | 再來訪！外公外婆流浪記                  | 漆原虹平                          | 櫻井弘明 高田耕一                 | 本間修                                                | 飯飼一幸 金海淑 津脇知宏 金辰英                              | 大木良一                    | 第227χ                             |
| 第45χ (21) | 第222話 |                                      | 償還人情！鳥束的絕食修行                | 漆原虹平                          | 櫻井弘明 高田耕一                 | 本間修                                                | 飯飼一幸 金海淑 津脇知宏 金辰英                              | 大木良一                    | 第230χ                             |
| 第45χ (21) | 第223話 |                                      | 錯開的男女交際（前篇）                  | 漆原虹平                          | 櫻井弘明 高田耕一                 | 本間修                                                | 飯飼一幸 金海淑 津脇知宏 金辰英                              | 大木良一                    | 第231χ                             |
| 第45χ (21) | 第224話 |                                      | 錯開的男女交際（後篇）                  | 漆原虹平                          | 櫻井弘明 高田耕一                 | 本間修                                                | 飯飼一幸 金海淑 津脇知宏 金辰英                              | 大木良一                    | 第232χ                             |
| 第45χ (21) | 第225話 |                                      | 刊登特別報道吧！                        | 漆原虹平                          | 櫻井弘明 高田耕一                 | 本間修                                                | 飯飼一幸 金海淑 津脇知宏 金辰英                              | 大木良一                    | 第260χ                             |
| 第46χ (22) | 第226話 |                                      | 選擇最合適的一起放學的人                |                                   | 櫻井弘明 鈴木行 永居慎平          | 則座誠                                                | 野田康行 林央剛 都築裕佳子 中島美子 下江一正                 | 野田康行                    | 第233χ                             |
| 第46χ (22) | 第227話 |                                      | 詳細求知！超級偶像的祕密                | 第234χ                            | 櫻井弘明 鈴木行 永居慎平          | 則座誠                                                | 野田康行 林央剛 都築裕佳子 中島美子 下江一正                 | 野田康行                    |                                    |
| 第46χ (22) | 第228話 |                                      | 職能再分工計劃                          | 第241χ                            | 櫻井弘明 鈴木行 永居慎平          | 則座誠                                                | 野田康行 林央剛 都築裕佳子 中島美子 下江一正                 | 野田康行                    |                                    |
| 第46χ (22) | 第229話 |                                      | 精心掩飾非日常（前篇）                  | 第246χ                            | 櫻井弘明 鈴木行 永居慎平          | 則座誠                                                | 野田康行 林央剛 都築裕佳子 中島美子 下江一正                 | 野田康行                    |                                    |
| 第46χ (22) | 第230話 |                                      | 精心掩飾非日常（後篇）                  | 第247χ                            | 櫻井弘明 鈴木行 永居慎平          | 則座誠                                                | 野田康行 林央剛 都築裕佳子 中島美子 下江一正                 | 野田康行                    |                                    |
| 第47χ (23) | 第231話 |                                      | 精心掩飾非日常的過去1                   | 櫻井弘明                          | 鈴木恭平                          | 中山由美 下江一正 龜田朋幸 青木美紀                   | 大木良一 音地正行                                            | 第247χ 第248χ 第249χ 第250χ |                                    |
| 第47χ (23) | 第232話 |                                      | 精心掩飾非日常的過去2                   | 櫻井弘明                          | 鈴木恭平                          | 中山由美 下江一正 龜田朋幸 青木美紀                   | 大木良一 音地正行                                            | 第247χ 第248χ 第249χ 第250χ |                                    |
| 第47χ (23) | 第233話 |                                      | 精心掩飾非日常的過去3                   | 櫻井弘明                          | 鈴木恭平                          | 中山由美 下江一正 龜田朋幸 青木美紀                   | 大木良一 音地正行                                            | 第247χ 第248χ 第249χ 第250χ |                                    |
| 第47χ (23) | 第234話 |                                      | 精心掩飾非日常的過去4                   | 櫻井弘明                          | 鈴木恭平                          | 中山由美 下江一正 龜田朋幸 青木美紀                   | 大木良一 音地正行                                            | 第247χ 第248χ 第249χ 第250χ |                                    |
| 第47χ (23) | 第235話 |                                      | 精心掩飾非日常的過去5                   | 櫻井弘明                          | 鈴木恭平                          | 中山由美 下江一正 龜田朋幸 青木美紀                   | 大木良一 音地正行                                            | 第247χ 第248χ 第249χ 第250χ |                                    |
| 第48χ (24) | 第236話 |                                      | 看透差異！完美美少女的試練              | 櫻井弘明                          | 櫻井弘明 則座誠 鈴木行            | 野田康行 都築裕佳子 山中泉 中島美子 中山由美 下江一正 | 音地正行 野田康行                                            | 第242χ                      |                                    |
| 第48χ (24) | 第237話 |                                      | 展開調查！超能力者們                    | 櫻井弘明                          | 櫻井弘明 則座誠 鈴木行            | 野田康行 都築裕佳子 山中泉 中島美子 中山由美 下江一正 | 音地正行 野田康行                                            | 第253χ                      |                                    |
| 第48χ (24) | 第238話 |                                      | 放完假的災難                            | 櫻井弘明                          | 櫻井弘明 則座誠 鈴木行            | 野田康行 都築裕佳子 山中泉 中島美子 中山由美 下江一正 | 音地正行 野田康行                                            | 第273χ                      |                                    |
| 第48χ (24) | 第239話 |                                      | 集合！記憶中的角色再度登場（前篇）      | 櫻井弘明                          | 櫻井弘明 則座誠 鈴木行            | 野田康行 都築裕佳子 山中泉 中島美子 中山由美 下江一正 | 音地正行 野田康行                                            | 第275χ                      |                                    |
| 第48χ (24) | 第240話 |                                      | 集合！記憶中的角色再度登場（後篇）      | 櫻井弘明                          | 櫻井弘明 則座誠 鈴木行            | 野田康行 都築裕佳子 山中泉 中島美子 中山由美 下江一正 | 音地正行 野田康行                                            | 原創 第273χ部分             |                                    |
| 完結篇     |         |                                      |                                         |                                   |                                   |                                                       |                                                              |                             |                                    |
| 第49χ (1)  | 第241話 | 十人十色、多Ψな進路                  | 人各有志，多彩志願                      |                                   | 櫻井弘明                          | 則座誠                                                | 野田康行 大木良一 下江一正 林央剛 山中泉 中山由美 都築祐佳子 | 音地正行 野田康行 大木良一  | 第265χ                             |
| 第49χ (1)  | 第242話 |                                      | 完全再現!? 楠Ω                          | 第259χ                            | 櫻井弘明                          | 則座誠                                                | 野田康行 大木良一 下江一正 林央剛 山中泉 中山由美 都築祐佳子 | 音地正行 野田康行 大木良一  |                                    |
| 第49χ (1)  | 第243話 |                                      | 爆發！超能力對決                        | 第268χ                            | 櫻井弘明                          | 則座誠                                                | 野田康行 大木良一 下江一正 林央剛 山中泉 中山由美 都築祐佳子 | 音地正行 野田康行 大木良一  |                                    |
| 第49χ (1)  | 第244話 |                                      | 激戰！超能力對決                        | 第269χ                            | 櫻井弘明                          | 則座誠                                                | 野田康行 大木良一 下江一正 林央剛 山中泉 中山由美 都築祐佳子 | 音地正行 野田康行 大木良一  |                                    |
| 第49χ (1)  | 第245話 |                                      | 最後的戰鬥                              | 第270χ～272χ                      | 櫻井弘明                          | 則座誠                                                | 野田康行 大木良一 下江一正 林央剛 山中泉 中山由美 都築祐佳子 | 音地正行 野田康行 大木良一  |                                    |
| 第50χ (2)  | 第246話 |                                      | 規劃好旅行計劃的細節吧                  | 第276χ                            | 櫻井弘明                          | 則座誠                                                | 野田康行 大木良一 下江一正 林央剛 山中泉 中山由美 都築祐佳子 | 音地正行 野田康行 大木良一  |                                    |
| 第50χ (2)  | 第247話 |                                      | 看點滿滿！忍舞觀光！                    | 第277χ                            | 櫻井弘明                          | 則座誠                                                | 野田康行 大木良一 下江一正 林央剛 山中泉 中山由美 都築祐佳子 | 音地正行 野田康行 大木良一  |                                    |
| 第50χ (2)  | 第248話 |                                      | 從最糟糕的天災中拯救世界吧！            | 第278χ 第237χ部分                 | 櫻井弘明                          | 則座誠                                                | 野田康行 大木良一 下江一正 林央剛 山中泉 中山由美 都築祐佳子 | 音地正行 野田康行 大木良一  |                                    |
| 第50χ (2)  | 第249話 |                                      | 齊木楠雄的最後（前篇）                  | 第279χ                            | 櫻井弘明                          | 則座誠                                                | 野田康行 大木良一 下江一正 林央剛 山中泉 中山由美 都築祐佳子 | 音地正行 野田康行 大木良一  |                                    |
| 第50χ (2)  | 第250話 |                                      | 齊木楠雄的最後（後篇）                  | 第279χ                            | 櫻井弘明                          | 則座誠                                                | 野田康行 大木良一 下江一正 林央剛 山中泉 中山由美 都築祐佳子 | 音地正行 野田康行 大木良一  |                                    |
| 再啟動篇   |         |                                      |                                         |                                   |                                   |                                                       |                                                              |                             |                                    |
| 第1χ       | 第251話 | 三人の男と幼女と警官とあと犬         | 三個男人、一個小女孩、一個警察和一條狗  |                                   | 高田耕一                          | 則座誠                                                | 山中いずみ 林央剛 都築裕佳子 下江一正                        | 音地正行 野田康行           | 第4χ                               |
| 第1χ       | 第252話 | ゲームの世界にΨンイン                | 登入遊戲世界                            | 第158χ                            | 高田耕一                          | 則座誠                                                | 山中いずみ 林央剛 都築裕佳子 下江一正                        | 音地正行 野田康行           |                                    |
| 第1χ       | 第253話 | 掲Ψ危機!? 終焉社のお仕事             | 刊載危機!? 終焉社的工作                 | 第139χ                            | 高田耕一                          | 則座誠                                                | 山中いずみ 林央剛 都築裕佳子 下江一正                        | 音地正行 野田康行           |                                    |
| 第1χ       | 第254話 | Ψ子自慢！ママ友会議                  | 曬兒子的媽媽！媽媽朋友會                | 第228χ                            | 高田耕一                          | 則座誠                                                | 山中いずみ 林央剛 都築裕佳子 下江一正                        | 音地正行 野田康行           |                                    |
| 第1χ       | 第255話 | 自慢の粘土Ψ工を披露しよう            | 展示引以為傲的黏土作品吧                | 第252χ                            | 高田耕一                          | 則座誠                                                | 山中いずみ 林央剛 都築裕佳子 下江一正                        | 音地正行 野田康行           |                                    |
| 第2χ       | 第256話 | 超（無駄）能力のΨ難                  | 超沒用能力的災難                        | 鈴木行 中村晋平 高田耕一          | 湖禎嵩                            | 中山由美 パンプイキ 山中いずみ 金正男                 | 野田康行 大木良一                                            | 第206χ                      |                                    |
| 第2χ       | 第257話 | Ψ強デッキを組み上げろ！              | 創造最強牌組！                          | 鈴木行 中村晋平 高田耕一          | 湖禎嵩                            | 中山由美 パンプイキ 山中いずみ 金正男                 | 野田康行 大木良一                                            | 第191χ                      |                                    |
| 第2χ       | 第258話 | Ψは投げられた・・・!激闘カードバトル | 骰子已擲出...!激烈的卡牌大戰            | 鈴木行 中村晋平 高田耕一          | 湖禎嵩                            | 中山由美 パンプイキ 山中いずみ 金正男                 | 野田康行 大木良一                                            | 第192χ                      |                                    |
| 第2χ       | 第259話 | Ψ虎芽斗吏の勝利の方程式              | 才虎芽斗吏的勝利方程式                  | 鈴木行 中村晋平 高田耕一          | 湖禎嵩                            | 中山由美 パンプイキ 山中いずみ 金正男                 | 野田康行 大木良一                                            | 第261χ                      |                                    |
| 第2χ       | 第260話 | 勇者のΨ難                            | 勇者的災難                              | 鈴木行 中村晋平 高田耕一          | 湖禎嵩                            | 中山由美 パンプイキ 山中いずみ 金正男                 | 野田康行 大木良一                                            | 第244χ                      |                                    |
| 第3χ       | 第261話 | 異Ψを放つ新任教師現る                | 外表突出的新老師                        | 鈴木行 中村晋平 高田耕一          | 則座誠                            | 山中いずみ 都築裕佳子 大木良一 下江一正               | 野田康行 大木良一                                            | 第238χ                      |                                    |
| 第3χ       | 第262話 | 身体測定のΨ難                        | 身體檢查的災難                          | 鈴木行 中村晋平 高田耕一          | 則座誠                            | 山中いずみ 都築裕佳子 大木良一 下江一正               | 野田康行 大木良一                                            | 第239χ                      |                                    |
| 第3χ       | 第263話 | 両親不Ψの友達の家に遊びに行こう      | 去父母外出的朋友家玩吧                  | 鈴木行 中村晋平 高田耕一          | 則座誠                            | 山中いずみ 都築裕佳子 大木良一 下江一正               | 野田康行 大木良一                                            | 第251χ                      |                                    |
| 第3χ       | 第264話 | 目指せ!ジャンプ掲Ψ                   | 目標是刊登在JUMP!                       | 鈴木行 中村晋平 高田耕一          | 則座誠                            | 山中いずみ 都築裕佳子 大木良一 下江一正               | 野田康行 大木良一                                            | 第256χ                      |                                    |
| 第3χ       | 第265話 | 皆様も是非一度足を運んでみてくだΨ    | 還請各位務必光臨                        | 鈴木行 中村晋平 高田耕一          | 則座誠                            | 山中いずみ 都築裕佳子 大木良一 下江一正               | 野田康行 大木良一                                            | 第254χ                      |                                    |
| 第4χ       | 第266話 | 恐怖!Ψ厄の転校生現る（前編）         | 太可怕了!災難的轉學生出現!（前篇）      | 則座誠 中村晋平 高田耕一 桜井弘明 | 本間修 則座誠                     | 中島美子 Kプロダクション 大木良一 下江一正            | 音地正行 野田康行 大木良一                                   | 第257χ 第258χ               |                                    |
| 第4χ       | 第267話 | 恐怖!Ψ厄の転校生現る（中編）         | 太可怕了!災難的轉學生出現!（中篇）      | 則座誠 中村晋平 高田耕一 桜井弘明 | 本間修 則座誠                     | 中島美子 Kプロダクション 大木良一 下江一正            | 音地正行 野田康行 大木良一                                   | 第257χ 第258χ               |                                    |
| 第4χ       | 第268話 | 恐怖!Ψ厄の転校生現る（後編）         | 太可怕了!災難的轉學生出現!（後篇）      | 則座誠 中村晋平 高田耕一 桜井弘明 | 本間修 則座誠                     | 中島美子 Kプロダクション 大木良一 下江一正            | 音地正行 野田康行 大木良一                                   | 第257χ 第258χ               |                                    |
| 第4χ       | 第269話 | Ψインを読め!相卜命の予知             | 解讀信號吧!相卜命的預知                 | 則座誠 中村晋平 高田耕一 桜井弘明 | 本間修 則座誠                     | 中島美子 Kプロダクション 大木良一 下江一正            | 音地正行 野田康行 大木良一                                   | 第236χ                      |                                    |
| 第4χ       | 第270話 | Ψ厄とΨ適の戦い!!                     | 最不幸與最平凡的戰鬥!!                  | 則座誠 中村晋平 高田耕一 桜井弘明 | 本間修 則座誠                     | 中島美子 Kプロダクション 大木良一 下江一正            | 音地正行 野田康行 大木良一                                   | 第267χ                      |                                    |
| 第5χ       | 第271話 | イジメ救Ψ!井口先生                   | 霸凌剋星!井口老師                       | 則座誠 中村晋平 桜井弘明          | 湖禎嵩 桜井弘明                   | 大木良一 山中いずみ 下江一正 パンプイキ 松岡謙治      | 野田康行 大木良一                                            | 第262χ                      |                                    |
| 第5χ       | 第272話 | 突如開Ψ!リアルリアル型脱出ゲーム     | 突然開始的超真實密室逃脫!!              | 則座誠 中村晋平 桜井弘明          | 湖禎嵩 桜井弘明                   | 大木良一 山中いずみ 下江一正 パンプイキ 松岡謙治      | 野田康行 大木良一                                            | 第263χ                      |                                    |
| 第5χ       | 第273話 | 休日はウマと合う仲間と               | 週末要和志同道合的朋友度過              | 則座誠 中村晋平 桜井弘明          | 湖禎嵩 桜井弘明                   | 大木良一 山中いずみ 下江一正 パンプイキ 松岡謙治      | 野田康行 大木良一                                            | 第266χ                      |                                    |
| 第5χ       | 第274話 | 鳥束VS佐藤交Ψ権争奪戦!!（前編）      | 鳥束VS佐藤!交往權爭奪戰!!（前篇）       | 則座誠 中村晋平 桜井弘明          | 湖禎嵩 桜井弘明                   | 大木良一 山中いずみ 下江一正 パンプイキ 松岡謙治      | 野田康行 大木良一                                            | 第274χ 原創                 |                                    |
| 第5χ       | 第275話 | 鳥束VS佐藤交Ψ権争奪戦!!（後編）      | 鳥束VS佐藤!交往權爭奪戰!!（後篇）       | 則座誠 中村晋平 桜井弘明          | 湖禎嵩 桜井弘明                   | 大木良一 山中いずみ 下江一正 パンプイキ 松岡謙治      | 野田康行 大木良一                                            | 第274χ 原創                 |                                    |
| 第6χ       | 第276話 | 斉木楠雄のΨ起動（1）                 | 齊木楠雄的重啟（1）                     | 桜井弘明                          | 則座誠                            | 山中いずみ 都築裕佳子 林央剛 大木良一 下江一正        | 音地正行 大木良一                                            | 後日談篇                    |                                    |
| 第6χ       | 第277話 | 斉木楠雄のΨ起動（2）                 | 齊木楠雄的重啟（2）                     | 桜井弘明                          | 則座誠                            | 山中いずみ 都築裕佳子 林央剛 大木良一 下江一正        | 音地正行 大木良一                                            | 後日談篇                    |                                    |
| 第6χ       | 第278話 | 斉木楠雄のΨ起動（3）                 | 齊木楠雄的重啟（3）                     | 桜井弘明                          | 則座誠                            | 山中いずみ 都築裕佳子 林央剛 大木良一 下江一正        | 音地正行 大木良一                                            | 後日談篇                    |                                    |
| 第6χ       | 第279話 | 斉木楠雄のΨ起動（4）                 | 齊木楠雄的重啟（4）                     | 桜井弘明                          | 則座誠                            | 山中いずみ 都築裕佳子 林央剛 大木良一 下江一正        | 音地正行 大木良一                                            | 後日談篇                    |                                    |
| 第6χ       | 第280話 | 斉木楠雄のΨ起動（5）                 | 齊木楠雄的重啟（5）                     | 桜井弘明                          | 則座誠                            | 山中いずみ 都築裕佳子 林央剛 大木良一 下江一正        | 音地正行 大木良一                                            | 後日談篇                    |                                    |

## BD&DVD
| 卷數  | 發行日期       | 收錄話       | 規格編號   | 規格編號   |
| 卷數  | 發行日期       | 收錄話       | BD         | DVD        |
| 第1期 | 第1期          | 第1期        | 第1期      | 第1期      |
| ----- | -------------- | ------------ | ---------- | ---------- |
| 1     | 2016年12月14日 | 第1χ～第6χ   | PCXP-50451 | PCBP-53581 |
| 2     | 2017年1月18日  | 第7χ～第12χ  | PCXP-50452 | PCBP-53582 |
| 3     | 2017年2月15日  | 第13χ～第18χ | PCXP-50453 | PCBP-53583 |
| 4     | 2017年3月15日  | 第19χ～第24χ | PCXP-50454 | PCBP-53584 |
| 第2期 |                |              |            |            |
| 1     | 2018年4月18日  | 第1χ～第6χ   | PCXP-50601 | PCBP-53351 |
| 2     | 2018年6月20日  | 第7χ～第12χ  | PCXP-50602 | PCBP-53352 |
| 3     | 2018年8月17日  | 第13χ～第18χ | PCXP-50603 | PCBP-53353 |
| 4     | 2018年10月17日 | 第19χ～第24χ | PCXP-50604 | PCBP-53354 |

## 外部連結
- 電視動畫「齊木楠雄的Ψ難」官方網站 （页面存档备份，存于） （日語）
- 電視動畫「齊木楠雄的Ψ難」第2期官方網站 （页面存档备份，存于） （日語）
- 東京電視台 -animeteleto- 齊木楠雄的Ψ難 （页面存档备份，存于） （日語）
- 電視動畫「齊木楠雄的Ψ難」官方的X（前Twitter） （日語）
- 真人版電影「齊木楠雄のΨ難」官方的X（前Twitter） （日語）